# In the Wild, Wild West
In the Wild, Wild West ist ein englischsprachiger Schlager von Lotar Olias, dessen Text vom österreichischen Sänger Freddy Quinn stammt. Freddy Quinn veröffentlichte das Lied 1964. Die Single kam auf Platz 31 der deutschen Charts.

## Schallplattenhülle
Da die Single nur für die Verwendung in Jukeboxen vertrieben wurde, gibt es keine besonders gestaltete Schallplattenhülle.

## Entstehung
Die Musik des Liedes stammt von Lotar Olias; Freddy Quinn schrieb den Text. Bei der Gesellschaft für musikalische Aufführungs- und mechanische Vervielfältigungsrechte ist als Originalverlag die Edition Esplanade GmbH eingetragen. Das Lied trägt die GEMA-Werk.-Nummer 699541-001. Unter den GEMA-Werk.-Nummern 699541-002 und 699541-003 ist jeweils eine musikalische Umgestaltung eingetragen; bei der ersteren ist Hans Last und bei der zweiteren Wilfried Klöss (unter dem Titel In the Wild Wild West) als Bearbeiter angegeben.
Die Musik auf der Freddy-Quinn-Version stammte vom Orchester James Last; er fungierte auch als Arrangeur. Die 1965 am Livealbum veröffentlichte Version war mit Musik vom Orchester Johannes Fehring.

## Veröffentlichungen
In the Wild, Wild West erschien im August 1964 als Single mit Dear, Old Joe auf der B-Seite im Musiklabel Polydor unter der Katalognummer 001 582. Als Plattenfirma fungierte die Deutsche Grammophon GmbH und die Pressung erfolgte durch die Deutsche Grammophon Gesellschaft Pressing Plant. Die Musik wurde vom Orchester James Last gespielt. Als Rechtegesellschaften fungierten die Gesellschaft für musikalische Aufführungs- und mechanische Vervielfältigungsrechte und die Bureau International de l’Edition Mecanique. Bei einer zweiten Version der Single war Brauchst du Gewalt – wirst du nicht alt war auf der B-Seite der Single; diese erschien unter der Katalognummer 001 581. Beide Singles wurden nur für die Verwendung von Jukeboxen vertrieben.
Das Lied war im selben Jahr auf dem Soundtrack-Album Freddy und das Lied der Prärie, das die Lieder des Films Freddy und das Lied der Prärie beinhaltete. Die Musik stammte auch bei dieser Aufnahme vom Orchester James Last. Es erschien im Musiklabel Polydor unter den Katalognummern 237 289 und SLPHM 237 289 in Stereofonie. Die Herstellung erfolgte durch die Deutsche Grammophon Ges. mbH. Als Rechtegesellschaften fungierten die Gesellschaft für musikalische Aufführungs- und mechanische Vervielfältigungsrechte und die Bureau International de l’Edition Mecanique. Unter den Katalognummern 46 789 und LPHM 46 789 wurde das Album mit Monophonie-Aufnahmen vertrieben, diese Version erschien zudem in Südafrika. Hierbei erfolgte die Herstellung durch Electric South Africa und der Druck durch Record Pac. 2006 war das gesamte Soundtrack-Album auf dem Kompilationsalbum Tausend Meilen von zu Haus…, das als Vierfachalbum auf Compact Disc unter der Nummer BCD 16419 DL im Musiklabel Bear Family Records erschien.
Im Jahr darauf war das Lied auf Quinns ersten Livealbum, das den Titel Ein Abend mit Freddy trug. Die Veröffentlichung geschah unter der Rechtegesellschaft Gesellschaft für musikalische Aufführungs- und mechanische Vervielfältigungsrechte. Dieses Album wurde unter den Musiklabels Stern Musik und Polydor, jeweils unter den Katalognummern 237 450 und SLPHM 237 450, veröffentlicht. Die Herstellung geschah durch die Polyphon Schallplatten Ges. mbH. Die Musik wurde vom Orchester Johannes Fehring gespielt und die Lieder wurden vom Medium-Terzett begleitet. Diese Veröffentlichung geschah unter der zusätzlichen Rechtegesellschaft Bureau International de l’Edition Mecanique. Das Album wurde zudem in Österreich veröffentlicht.

## Charts und Chartplatzierungen
| ChartsChartplatzierungen | Höchstplatzierung | Monate |
| ------------------------ | ----------------- | ------ |
| Deutschland (GfK)        | 31 (2 Mt.)        | 2      |